# Касимов, Рафаил Габдулхаевич
Рафаил Габдулхаевич Касимов (2 июля 1947, Слупск — 4 октября 2023) — российский композитор, заслуженный деятель искусств Республики Башкортостан (1993), основоположник жанра симфонии в башкирской музыке. Лауреат Республиканской премии имени Салавата Юлаева (2004) «за симфонию N 6 „Мир и война Салавата Юлаева сына“». Член Союза композиторов СССР (с 1983), член правления Союза композиторов Башкирии, стипендиат Президента Российской Федерации. Председатель комиссии по детской музыке Союза композиторов РБ, член Всероссийской комиссии по музыкально-эстетическому воспитанию молодёжи, с 1994 года член Международной ассоциации фортепианных дуэтов.

## Биография
Отец Р. Г. Касимова был военным, и семья приходилось много раз переезжать на новые места жительства. В школе начал учиться в Белоруссии, затем учился в Удмуртии в городе Глазове, там же окончил музыкальную школу.
Профессиональное образование Рафаил Габдулхаевич получил в Ижевском музыкальном училище по классу фортепиано. По классу фортепиано занимался у ученицы великого пианиста и педагога Генриха Нейгауза Галины Александровны Полторацкой-Глушенковой.
В Казанской консерватории он учился два года по классу Иды Асгатовны Губайдуллиной — сестры Софьи Губайдуллиной.
Уфимский государственный институт искусств окончил в 1973 году по двум специальностям: как композитор и пианист. По композиции его педагогом был выдающийся башкирский композитор, народный артист СССР, профессор Загир Гарипович Исмагилов (автор оперы «Салават Юлаев»), который привил одарённому студенту любовь к башкирской народной музыке, помог освоить национальную интонационность, по фортепиано учился у Л. Франка. Дипломными работами Касимова стали Концерт для фортепиано с оркестром, два сочинения на стихи Мусы Джалиля баллада для баса и фортепиано «Прости, Родина» и «Моабитская тетрадь» 5 хоров а капелла.
После учёбы он 9 лет работал художественным руководителем музыкального лектория Башгосфилармонии. Одновременно с административной работой он сочинил скрипичные пьесы «Сабантуй», «Напев курая», «Забытый шлягер», «Зонтик Элеоноры». Впервые написал музыку к танцам, к хореографическим постановкам. Написал эстрадные песни для Идриса Газиева, Венера Мустафина: «Ласточкин дом», «Гульнара», «Искрятся листья» и другие, сделал немало обработок народных песен. Много музыки написал для детской аудитории.
Наряду с творчеством Рафаил Габдулхаевич активно занимается педагогической деятельностью — преподает в Детской музыкальной школе № 1 имени Наримана Сабитова.

## Семья
Отец — из военных. Жена Евгения скрипачка, старшая дочь Ольга пианистка, дочь Лейла скрипачка, зять — саксофонист. Внуки Петя, Денис, Даниил. Старший, Данил, учится играть на кларнете.

## Творчество
Касимов — автор произведений: Первая симфония, сонаты для кларнета, гобоя, флейты, «Три миниатюры» для оркестра, «Маленький концерт для камерного оркестра» . Начиная с 1997 года, времени создания Второй симфонии, он каждые год-полтора пишет новую симфонию.
Шестая симфония — «Мир и война Юлаева Салавата». За шестую симфонию Касимов удостоен Государственной премией РБ имени Салавата Юлаева в области литературы, искусства и архитектуры (2004).

## Награды
- Орден Дружбы (12 октября 2010 года) — за заслуги в развитии отечественной культуры и искусства, многолетнюю плодотворную деятельность[4].
- Заслуженный деятель искусств Республики Башкортостан (1993).
- Дипломант международных конкурсов композиторов в Токио (1993, 1997).
- Трижды лауреат республиканских конкурсов композиторов (1995, 2000, 2003).
- Лауреат премии имени Салавата Юлаева (2004).